# Lögdasjön (Fredrika socken, Lappland)
Lögdasjön – även kallad Stora Lögdasjön – är en sjö i Åsele kommun i Lappland och ingår i Lögdeälvens huvudavrinningsområde. Sjön har en area på 13 kvadratkilometer och ligger 266 meter över havet. Lögdasjön ligger i Lögdeälven Natura 2000-område. Sjön avvattnas av vattendraget Lögdeälven (Lögdån).

## Delavrinningsområde
Lögdasjön ingår i det delavrinningsområde (711503-162962) som SMHI kallar för Utloppet av Lögdasjön. Medelhöjden är 311 meter över havet och ytan är 59,81 kvadratkilometer. Räknas de 84 avrinningsområdena uppströms in blir den ackumulerade arean 796,79 kvadratkilometer. Avrinningsområdets utflöde Lögdeälven (Lögdån) mynnar i havet. Avrinningsområdet består mestadels av skog (63 procent). Avrinningsområdet har 13,08 kvadratkilometer vattenytor vilket ger det en sjöprocent på 21,8 procent.

## Historia
När inlandsisen smälte undan för ca 10 000 år sedan, stod Stora Lögdasjön i förbindelse med Östersjön. Forskare vid Umeå universitet har kunnat visa att det var under denna tid sjön koloniserades av sik. Sedan vattenfallet Storforsen bildats, i samband med att landhöjningen medfört att förbindelsen bröts för cirka 9 200 år sedan, kunde siken inte längre vandra upp från havet.